# Jeremy Jordan

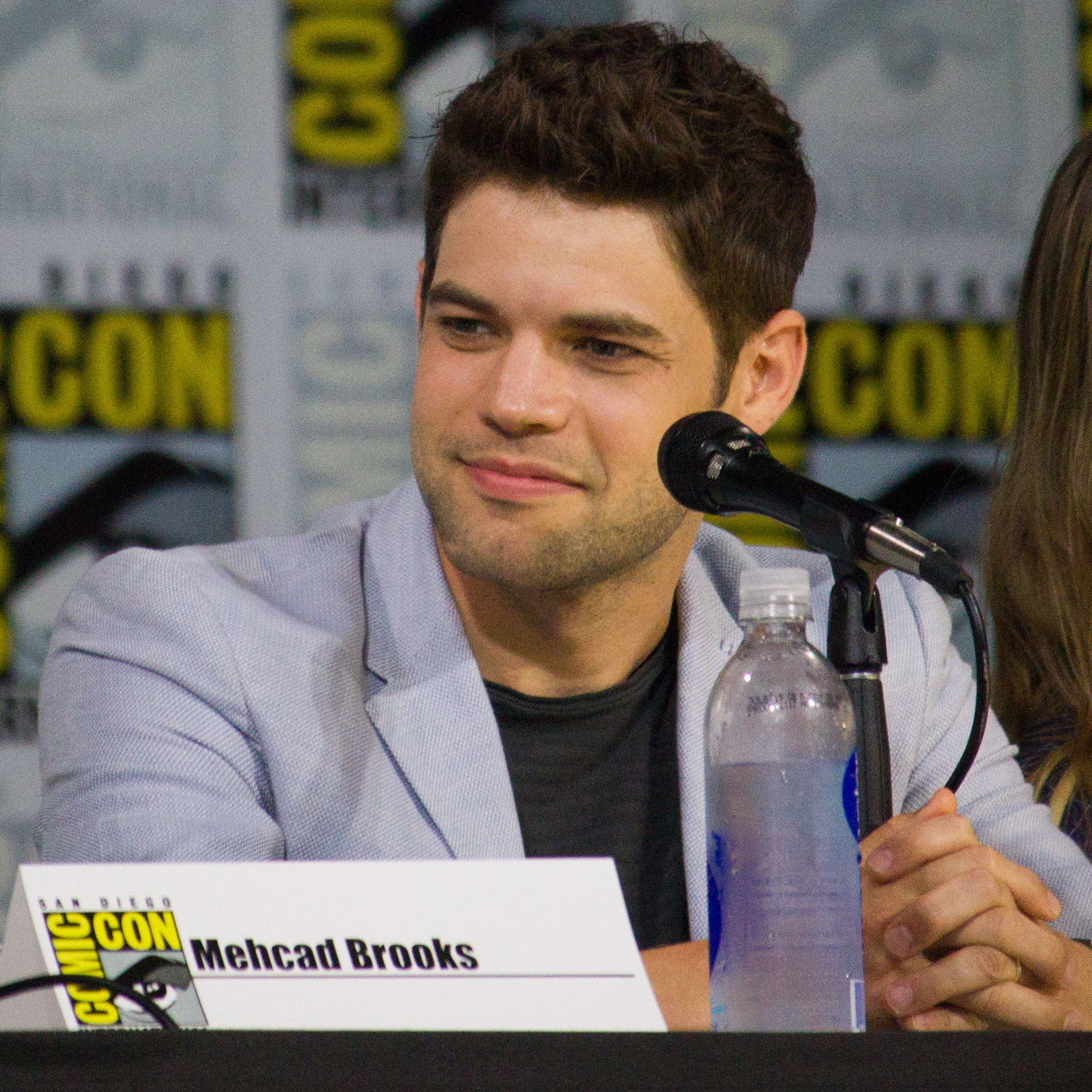
Jeremy Jordan auf der San Diego Comic Con 2017

Jeremy Michael Jordan (* 20. November 1984 in Corpus Christi, Texas, USA) ist ein US-amerikanischer Schauspieler, Musicaldarsteller, Sänger und Musiker.

## Leben

### Karriere
Jeremy Jordan interessierte sich schon im Jugendalter für Gesang und war im Chor seiner High School aktiv. Im Alter von 17 Jahren entdeckte er dann auch das Schauspiel für sich, als er für die Rolle des Stummen im Musical The Fantasticks besetzt wurde. Nach der High School studierte er Schauspiel am Ithaca College in New York City. Neben Bühnenauftritten in Musicals und Theaterstücken begann er 2008 mit der Gastrolle als Doug Walshen in Law & Order: Special Victims Unit (Episode: „Respekt“) sein Wirken in Fernsehproduktionen. Ein Jahr später, im Jahr 2009, feierte Jordan sein Debüt am Broadway als Teil des Ensembles von Rock of Ages (Musical) am Brooks Atkinson Theatre. Bekanntheit erlangte er (u. a.) durch Auftritte in Broadway-Musicals wie „Newsies“ oder „Bonnie & Clyde“ sowie in der Rolle des Winn Schott in der Serie Supergirl.
Der Sänger gründete gemeinsam mit Gitarrist Mikael und Violinistin Sarah Charness die Band Age Of Madness. Diese veröffentlichte am 22. April 2022 ihre ersten beiden Singles.

### Privat
Jeremy Jordan wuchs in seinem Geburtsort Corpus Christi (Texas, USA) auf. Er ist väterlicherseits deutscher, englischer, schottischer und walisischer Abstammung. Nach der Trennung seiner Eltern lebte er mit seiner Mutter Debbie sowie seinen Geschwistern Jessa und Joey in einer einkommensschwachen Gegend. Er besuchte die Mary Carrol High School.
Seit dem 8. September 2008 ist Jordan mit seiner Frau, der Broadway-Darstellerin, Sängerin und Tänzerin Ashley Spencer, liiert. Im Jahr 2019 kam die gemeinsame Tochter des Paares zur Welt.

## Filmografie (Auswahl)

### Filme
- 2012: Joyful Noise … als Randy Garrity
- 2014: The Last Five Years … als Jamie Wellerstein
- 2014: Big Cheat … als Brett (Kurzfilm)
- 2015: Emily & Tim … als Raymond Phayer
- 2017: Newsies – Das Broadway Musical … als Jack Kelly
- 2017–2020: Rapunzel – Die Serie … als Varian
- 2019: American Son … als Paul Larkin
- 2019: Two for a Penny … als Jimmy (Kurzfilm)
- 2020: Holly & Ivy … als Adam (Fernsehfilm)
- 2021: Mix Up in the Mediterranean … als Josh/Julian (Fernsehfilm)
- 2022: Hanukkah on Rye … als Jacob (Fernsehfilm)
- 2023: Spinning Gold … als Neil Bogart
- 2024: Bonnie & Clyde: The Musical … als Clyde Barrow

### Serien
- 2008/2015: Law & Order: Special Victims Unit … als Doug Walshen und Skye Adderson (Episoden 9x11 und 16x11)[5][6]
- 2011: Submissions Only … als Levi Murney (Episode 2x04)
- 2012: Good Morning America … als Jack
- 2013: It Could Be Worse … als Luke (Episoden 1x11 und 1x12)
- 2013: Smash … als Jimmy Collins
- 2013: Elementary … als Joey Castoro
- 2015: Beth and Charly … als Will (Episode 1x05)
- 2015–2021: Supergirl … als Winn Schott/Toyman und Computerlad
- 2017: The Flash … als Winn Schott und Grady
- 2020: A Killer Party: A Murder Mystery Musical … als er selbst

### Synchronrollen
- 2023, 2025: Super Kitties … als Otto (Gesang, 2 Episoden)
- 2024: Hazbin Hotel … als Lucifer Morningstar (Episoden 1x05 und 1x08)
- 2024: Megamind Rules! … als Bennett Schlurg-Peterman (Episoden 1x05, 1x13 und 1x15)

## Bühnenauftritte

### Theater
- 2008: The Little Dog Laughed … als Alex (Theatreworks Stage in Hartford)[1]
- 2008: Big River … als Tom Sawyer (Goodspeed Opera House in Connecticut)[1]
- 2010: Heathers: The Musical … als Jason Dean/J.D. (Joe’s Pub in unbekannt)[1]
- 2011: Newsies … als Jack Kelly (Paper Mill Playhouse in Millburn, New Jersey)[1]
- 2014: Finding Neverland … als J.M. Barrie (A.R.T. Theatre in unbekannt)[1]

### Broadway
- 2009: Rock of Ages … als Swing (Brooks Atkinson Theatre)[1]
- 2009–2010: West Side Story … als Tony (Palace Theatre)[1]
- 2011: Bonnie & Clyde … als Clyde Barrow (Gerald Schoenfeld Theatre)[1]

## Diskografie

### Singles
| Titel                                                    | Interpret | Album                                                                                    | Veröffentlichung   | Ref.         |
| -------------------------------------------------------- | --- | ---------------------------------------------------------------------------------------- | ------------------ | ------------ |
| O Holy Night                                             | Rock of Ages Cast (mit Jeremy Jordan)                                                                                        | Broadway's Carols for a Cure: Volume 11                                                  | 23. Oktober 2009   | [ 7 ]        |
| Gonna Be Alright                                         | Jeremy Jordan und Lauren Molina                                                                                              | Lauren Molina: Sea for Two                                                               | 7. September 2010  | [ 7 ]        |
| Get Up and Go                                            | Jeremy Jordan | Love me, Love Me Not: The Music of Joey Contreras                                        | 7. Dezember 2010   | [ 7 ]        |
| Maybe I'm Amazed                                         | Jeremy Jordan und Keke Palmer                                                                                                | Joyful Noise (Original Motion Picture Soundtrack)                                        | 10. Januar 2012    | [ 7 ] [ 8 ]  |
| From Here To The Moon and Back                           | Jeremy Jordan, Dolly Parton und Kris Kristofferson                                                                           | Joyful Noise (Original Motion Picture Soundtrack)                                        | 10. Januar 2012    | [ 7 ] [ 8 ]  |
| Higher Medley                                            | Jeremy Jordan, Andy Karl, Angela Grovey, Dequina Moore, Dolly Parton und Keke Palmer                                         | Joyful Noise (Original Motion Picture Soundtrack)                                        | 10. Januar 2012    | [ 7 ] [ 8 ]  |
| He's Everything                                          | Jeremy Jordan, Andy Karl, Dequina Moore, Dolly Parton und Keke Palmer                                                        | Joyful Noise (Original Motion Picture Soundtrack)                                        | 10. Januar 2012    | [ 7 ] [ 8 ]  |
| Santa Fe (Prologue)                                      | Jeremy Jordan und Andrew Keenan-Bolger                                                                                       | Newsies (Original Broadway Cast Recording)                                               | 10. April 2012     | [ 7 ] [ 5 ]  |
| Carrying The Banner                                      | Jeremy Jordan und der Newsies Original Broadway Cast                                                                         | Newsies (Original Broadway Cast Recording)                                               | 10. April 2012     | [ 7 ] [ 5 ]  |
| I Never Planned On You / Don't Come A-Knocking           | Jeremy Jordan, Julie Foldesi und Lauri Veldheer                                                                              | Newsies (Original Broadway Cast Recording)                                               | 10. April 2012     | [ 7 ] [ 5 ]  |
| The World Will Know                                      | Jeremy Jordan und der Newsies Original Broadway Cast                                                                         | Newsies (Original Broadway Cast Recording)                                               | 10. April 2012     | [ 7 ] [ 5 ]  |
| Seize The Day                                            | Jeremy Jordan, Ben Frankhauser und der Newsies Original Broadway Cast                                                        | Newsies (Original Broadway Cast Recording)                                               | 10. April 2012     | [ 7 ] [ 5 ]  |
| Santa Fe                                                 | Jeremy Jordan | Newsies (Original Broadway Cast Recording)                                               | 10. April 2012     | [ 7 ] [ 5 ]  |
| Watch What Happens (Reprise)                             | Jeremy Jordan, Ben Frankhauser, Kara Lindsay und Lewis Grosso                                                                | Newsies (Original Broadway Cast Recording)                                               | 10. April 2012     | [ 7 ] [ 5 ]  |
| Something To Believe In                                  | Jeremy Jordan und Kara Lindsay                                                                                               | Newsies (Original Broadway Cast Recording)                                               | 10. April 2012     | [ 7 ] [ 5 ]  |
| Once And For All                                         | Jeremy Jordan, Alan Menken, Jack Feldman, Ben Frankhauser, Kara Lindsay, Ryan Breslin und der Newsies Original Broadway Cast | Newsies (Original Broadway Cast Recording)                                               | 10. April 2012     | [ 7 ] [ 5 ]  |
| Finale                                                   | Jeremy Jordan und der Newsies Original Broadway Cast                                                                         | Newsies (Original Broadway Cast Recording)                                               | 10. April 2012     | [ 7 ] [ 5 ]  |
| Santa Fe (Bonus Track)                                   | Jeremy Jordan und Alan Menken                                                                                                | Newsies (Original Broadway Cast Recording)                                               | 10. April 2012     | [ 7 ] [ 5 ]  |
| Seize The Day (Full Song With Dance Break) (Bonus Track) | Jeremy Jordan, Ben Frankhauser und der Newsies Original Broadway Cast                                                        | Newsies (Original Broadway Cast Recording)                                               | 10. April 2012     | [ 7 ] [ 5 ]  |
| Picture Show                                             | Jeremy Jordan, Kelsey Fowler, Laura Osnes und Talon Ackerman                                                                 | Bonnie & Clyde (Original Broadway Cast Recording)                                        | 20. April 2012     | [ 7 ] [ 6 ]  |
| This World Will Remember Me                              | Jeremy Jordan und Laura Osnes                                                                                                | Bonnie & Clyde (Original Broadway Cast Recording)                                        | 20. April 2012     | [ 7 ] [ 6 ]  |
| When I Drive                                             | Jeremy Jordan und Claybourne Elder                                                                                           | Bonnie & Clyde (Original Broadway Cast Recording)                                        | 20. April 2012     | [ 7 ] [ 6 ]  |
| You Can Do Better Than Him                               | Jeremy Jordan (u.a) | Bonnie & Clyde (Original Broadway Cast Recording)                                        | 20. April 2012     | [ 7 ] [ 6 ]  |
| Raise a Little Hell                                      | Jeremy Jordan | Bonnie & Clyde (Original Broadway Cast Recording)                                        | 20. April 2012     | [ 7 ] [ 6 ]  |
| This World Will Remember Us                              | Jeremy Jordan und Laura Osnes                                                                                                | Bonnie & Clyde (Original Broadway Cast Recording)                                        | 20. April 2012     | [ 7 ] [ 6 ]  |
| Too Late to Turn Back Now                                | Jeremy Jordan und Laura Osnes                                                                                                | Bonnie & Clyde (Original Broadway Cast Recording)                                        | 20. April 2012     | [ 7 ] [ 6 ]  |
| What Was Good Enough For You                             | Jeremy Jordan und Laura Osnes                                                                                                | Bonnie & Clyde (Original Broadway Cast Recording)                                        | 20. April 2012     | [ 7 ] [ 6 ]  |
| Bonnie                                                   | Jeremy Jordan | Bonnie & Clyde (Original Broadway Cast Recording)                                        | 20. April 2012     | [ 7 ] [ 6 ]  |
| Raise a Little Hell (reprise)                            | Jeremy Jordan, Claybourne Elder und Louis Hobson                                                                             | Bonnie & Clyde (Original Broadway Cast Recording)                                        | 20. April 2012     | [ 7 ] [ 6 ]  |
| Dyin' Ain't So Bad (reprise)                             | Jeremy Jordan und Laura Osnes                                                                                                | Bonnie & Clyde (Original Broadway Cast Recording)                                        | 20. April 2012     | [ 7 ] [ 6 ]  |
| Please Don't Let Me Go                                   | Jeremy Jordan mit Scott Allen                                                                                                | Scott Alan Live                                                                          | 26. Juni 2012      | [ 7 ]        |
| Anything You Can Do                                      | Jeremy Jordan und Laura Osnes                                                                                                | Dream A Little Dream: Live at the Cafe Carlyle                                           | 14. September 2012 | [ 7 ]        |
| Rock City (Bonus Track)                                  | Jeremy Jordan | See Rock City and Other Destinations – Original Off-Broadway Cast Recording              | 19. März 2013      | [ 7 ]        |
| No Turning Back Now                                      | Jeremy Jordan | I Could Use a Drink: The Songs of Drew Gasparini                                         | 19. April 2013     | [ 7 ]        |
| Here for You"                                            | Jeremy Jordan und Jonathan Reid Gealt                                                                                        | Here for You – Ballads for Broadway Impact by Jonathan Reid Gealt                        | 30. April 2013     | [ 7 ]        |
| Broadway, Here I Come                                    | Jeremy Jordan | SMASH – The Complete Season Two                                                          | 21. Mai 2013       | [ 7 ] [ 9 ]  |
| Don't Let Me Know                                        | Jeremy Jordan und Katharine McPhee                                                                                           | SMASH – The Complete Season Two                                                          | 21. Mai 2013       | [ 7 ] [ 9 ]  |
| The Goodbye Song                                         | Jeremy Jordan, Katharine McPhee und Krysta Rodriguez                                                                         | SMASH – The Complete Season Two                                                          | 21. Mai 2013       | [ 7 ] [ 9 ]  |
| Heart Shape Wreckage                                     | Jeremy Jordan und Katharine McPhee                                                                                           | SMASH – The Complete Season Two                                                          | 21. Mai 2013       | [ 7 ] [ 9 ]  |
| High and Dry                                             | Jeremy Jordan | SMASH – The Complete Season Two                                                          | 21. Mai 2013       | [ 7 ] [ 9 ]  |
| I Heard Your Voice in a Dream                            | Jeremy Jordan und Katharine McPhee                                                                                           | SMASH – The Complete Season Two                                                          | 21. Mai 2013       | [ 7 ] [ 9 ]  |
| The Love I Meant To Say                                  | Jeremy Jordan | SMASH – The Complete Season Two                                                          | 21. Mai 2013       | [ 7 ] [ 9 ]  |
| Rewrite This Story                                       | Jeremy Jordan und Katharine McPhee                                                                                           | SMASH – The Complete Season Two                                                          | 21. Mai 2013       | [ 7 ] [ 9 ]  |
| This Will Be Our Year                                    | Jeremy Jordan, Andy Mientus, Katharine McPhee und Krysta Rodriguez                                                           | SMASH – The Complete Season Two                                                          | 21. Mai 2013       | [ 7 ] [ 9 ]  |
| Dancing Still                                            | Jeremy Jordan | Nice Fighting You: A 30th Anniversary Celebration Live at 54 Below                       | 3. Juni 2014       | [ 7 ]        |
| Try                                                      | Jeremy Jordan | Where The Sky Ends: The Songs of Michael Mott                                            | 17. Juni 2014      | [ 7 ]        |
| Shiksa Goddess                                           | Jeremy Jordan | The Last Five Years (Original Motion Picture Soundtrack)                                 | 10. Februar 2015   | [ 7 ] [ 10 ] |
| Moving Too Fast                                          | Jeremy Jordan | The Last Five Years (Original Motion Picture Soundtrack)                                 | 10. Februar 2015   | [ 7 ] [ 10 ] |
| The Schmuel Song                                         | Jeremy Jordan | The Last Five Years (Original Motion Picture Soundtrack)                                 | 10. Februar 2015   | [ 7 ] [ 10 ] |
| The Next Ten Minutes                                     | Jeremy Jordan und Anna Kendrick                                                                                              | The Last Five Years (Original Motion Picture Soundtrack)                                 | 10. Februar 2015   | [ 7 ] [ 10 ] |
| A Miracle Would Happen / When You Come Home to Me        | Jeremy Jordan und Anna Kendrick                                                                                              | The Last Five Years (Original Motion Picture Soundtrack)                                 | 10. Februar 2015   | [ 7 ] [ 10 ] |
| If I Didn’t Believe in You                               | Jeremy Jordan | The Last Five Years (Original Motion Picture Soundtrack)                                 | 10. Februar 2015   | [ 7 ] [ 10 ] |
| Nobody Needs to Know                                     | Jeremy Jordan | The Last Five Years (Original Motion Picture Soundtrack)                                 | 10. Februar 2015   | [ 7 ] [ 10 ] |
| Goodbye Until Tomorrow / I Could Never Rescue You        | Jeremy Jordan und Anna Kendrick                                                                                              | The Last Five Years (Original Motion Picture Soundtrack)                                 | 10. Februar 2015   | [ 7 ] [ 10 ] |
| Stay Awhile                                              | Jeremy Jordan mit Carner & Gregor                                                                                            | Carner & Gregor: One                                                                     | 15. Juni 2015      | [ 7 ]        |
| When I Drive                                             | Jeremy Jordan, Kevin Massey und Frank Wildhorn                                                                               | Frank Wildhorn and Friends: Bonnie and Clyde and a Whole Lotta Jazz                      | 3. Juni 2016       | [ 7 ] [ 11 ] |
| Bonnie                                                   | Jeremy Jordan und Frank Wildhorn                                                                                             | Frank Wildhorn and Friends: Bonnie and Clyde and a Whole Lotta Jazz                      | 3. Juni 2016       | [ 7 ] [ 11 ] |
| You Can Do Better than Him                               | Jeremy Jordan, Louis Hobson und Frank Wildhorn                                                                               | Frank Wildhorn and Friends: Bonnie and Clyde and a Whole Lotta Jazz                      | 3. Juni 2016       | [ 7 ] [ 11 ] |
| Raise a Little Hell                                      | Jeremy Jordan, Louis Hobson, Kevin Massey und Frank Wildhorn                                                                 | Frank Wildhorn and Friends: Bonnie and Clyde and a Whole Lotta Jazz                      | 3. Juni 2016       | [ 7 ] [ 11 ] |
| This World Will Remember Us                              | Jeremy Jordan, Laura Osnes, Kevin Massey und Frank Wildhorn                                                                  | Frank Wildhorn and Friends: Bonnie and Clyde and a Whole Lotta Jazz                      | 3. Juni 2016       | [ 7 ] [ 11 ] |
| Put A Little Love In Your Heart                          | Jeremy Jordan, Darren Criss, Carlos Valdes und John Barrowman                                                                | The Flash Music From The Special Episode: Duet                                           | 22. März 2017      | [ 7 ] [ 12 ] |
| Island Song Opening                                      | Jeremy Jordan u. a. | Island Song                                                                              | 13. September 2017 | [ 7 ]        |
| Wall Lovin’                                              | Jeremy Jordan u. a. | Island Song                                                                              | 13. September 2017 | [ 7 ]        |
| Hipster Youth I                                          | Jeremy Jordan u. a. | Island Song                                                                              | 13. September 2017 | [ 7 ]        |
| So Many Windows                                          | Jeremy Jordan u. a. | Island Song                                                                              | 13. September 2017 | [ 7 ]        |
| Tie Me Up                                                | Jeremy Jordan u. a. | Island Song                                                                              | 13. September 2017 | [ 7 ]        |
| Stay Awhile                                              | Jeremy Jordan u. a. | Island Song                                                                              | 13. September 2017 | [ 7 ]        |
| Island Song (Reprise)                                    | Jeremy Jordan u. a. | Island Song                                                                              | 13. September 2017 | [ 7 ]        |
| Hipster Youth II                                         | Jeremy Jordan u. a. | Island Song                                                                              | 13. September 2017 | [ 7 ]        |
| Wall Lovin’/Stay Awhile (Reprise)                        | Jeremy Jordan u. a. | Island Song                                                                              | 13. September 2017 | [ 7 ]        |
| One More at Deluxe                                       | Jeremy Jordan u. a. | Island Song                                                                              | 13. September 2017 | [ 7 ]        |
| Too Much                                                 | Jeremy Jordan u. a. | Island Song                                                                              | 13. September 2017 | [ 7 ]        |
| Let Me Make You Proud"                                   | Jeremy Jordan | Tangled: The Series (Music from the TV Series)                                           | 19. Januar 2018    | [ 7 ] [ 13 ] |
| Let Me Make You Proud (Reprise)                          | Jeremy Jordan | Tangled: The Series (Music from the TV Series)                                           | 19. Januar 2018    | [ 7 ] [ 13 ] |
| Ready As I’ll Ever Be                                    | Jeremy Jordan und der Serien-Cast                                                                                            | Tangled: The Series (Music from the TV Series)                                           | 19. Januar 2018    | [ 7 ] [ 13 ] |
| Rock in My Hand                                          | Jeremy Jordan | It's a Broadwaysted Life                                                                 | 21. Dezember 2018  | [ 7 ]        |
| Live Again                                               | Jeremy Jordan | It's a Broadwaysted Life                                                                 | 21. Dezember 2018  | [ 7 ]        |
| Nothing Left to Lose                                     | Jeremy Jordan und Eden Espinosa                                                                                              | Rapunzel's Tangled Adventure                                                             | 12. April 2019     | [ 7 ]        |
| Prepared                                                 | Jeremy Jordan und Georgia Stitt                                                                                              | Georgia Stitt: A Quiet Revolution                                                        | 10. April 2020     | [ 7 ]        |
| Tarrytown                                                | Jeremy Jordan, Andy Mientus und Krysta Rodriguez                                                                             | Tarrytown (Studio Cast Recording)                                                        | 11. Mai 2020       | [ 7 ] [ 14 ] |
| Four Downs to the Ten-Yard Line                          | Jeremy Jordan und Andy Mientus                                                                                               | Tarrytown (Studio Cast Recording)                                                        | 11. Mai 2020       | [ 7 ] [ 14 ] |
| History                                                  | Jeremy Jordan | Tarrytown (Studio Cast Recording)                                                        | 11. Mai 2020       | [ 7 ] [ 14 ] |
| Apple-Picking Song                                       | Jeremy Jordan und Krysta Rodriguez                                                                                           | Tarrytown (Studio Cast Recording)                                                        | 11. Mai 2020       | [ 7 ] [ 14 ] |
| The Man In the Middle                                    | Jeremy Jordan, Andy Mientus und Krysta Rodriguez                                                                             | Tarrytown (Studio Cast Recording)                                                        | 11. Mai 2020       | [ 7 ] [ 14 ] |
| The Legend of Sleepy Hollow                              | Jeremy Jordan | Tarrytown (Studio Cast Recording)                                                        | 11. Mai 2020       | [ 7 ] [ 14 ] |
| Another Halloween                                        | Jeremy Jordan, Andy Mientus und Krysta Rodriguez                                                                             | Tarrytown (Studio Cast Recording)                                                        | 11. Mai 2020       | [ 7 ] [ 14 ] |
| Big Cat                                                  | Jeremy Jordan und Drew Gehling                                                                                               | A Killer Party                                                                           | 5. August 2020     | [ 7 ]        |
| Hallelujah                                               | Jeremy Jordan und Matt Bloyd                                                                                                 | Matt Bloyd: Christmas Changes Everything                                                 | 20. November 2020  | [ 7 ]        |
| Have Yourself A Merry Little Christmas                   | Jeremy Jordan und Shoshana Bean                                                                                              | Shoshana Bean: Sing Your Hallelujah                                                      | 18. Dezember 2020  | [ 7 ]        |
| Alive                                                    | Jeremy Jordan und Jessica Lowndes                                                                                            | –                                                                                        | 15. Februar 2021   | [ 7 ]        |
| Oh, What a Beautiful Morning                             | Jeremy Jordan | R&H Goes Pop!                                                                            | 26. März 2021      | [ 15 ] [ 7 ] |
| The Next Ten Minutes Ago                                 | Jeremy Jordan und Laura Osnes                                                                                                | R&H Goes Pop!                                                                            | 26. März 2021      | [ 15 ] [ 7 ] |
| Coffee In the Morning                                    | Jeremy Jordan und Write Out Loud                                                                                             | –                                                                                        | 18. Juni 2021      | [ 16 ] [ 7 ] |
| Prologue                                                 | Jeremy Jordan, Zachary James, Solea Pfeiffer, Lindsay Rider und Ciara Renée mit dem In The Light Ensemble                    | In the Light: A Faustian Tale (Highlights from the World Premiere Studio Cast Recording) | 25. Juni 2021      | [ 17 ] [ 7 ] |
| Let Go of Me                                             | Jeremy Jordan mit dem In The Light Ensemble                                                                                  | In the Light: A Faustian Tale (Highlights from the World Premiere Studio Cast Recording) | 25. Juni 2021      | [ 17 ] [ 7 ] |
| More                                                     | Jeremy Jordan und Bobby Conte                                                                                                | In the Light: A Faustian Tale (Highlights from the World Premiere Studio Cast Recording) | 25. Juni 2021      | [ 17 ] [ 7 ] |
| Tomorrow Begins Today                                    | Jeremy Jordan, Antonio Cipriana, Solea Pfeiffer und Ciara Renée                                                              | In the Light: A Faustian Tale (Highlights from the World Premiere Studio Cast Recording) | 25. Juni 2021      | [ 17 ] [ 7 ] |
| Rise or Fall / Act 1 Finale                              | Jeremy Jordan, Antonio Cipriana, Solea Pfeiffer, Lindsay Rider, Bobby Conte und Ciara Renée mit dem In The Light Ensemble    | In the Light: A Faustian Tale (Highlights from the World Premiere Studio Cast Recording) | 25. Juni 2021      | [ 17 ] [ 7 ] |
| He Is No Man                                             | Jeremy Jordan und Bobby Conte                                                                                                | In the Light: A Faustian Tale (Highlights from the World Premiere Studio Cast Recording) | 25. Juni 2021      | [ 17 ] [ 7 ] |
| In the Light                                             | Jeremy Jordan, Bobby Conte und Lindsay Rider mit dem In The Light Ensemble                                                   | In the Light: A Faustian Tale (Highlights from the World Premiere Studio Cast Recording) | 25. Juni 2021      | [ 17 ] [ 7 ] |
| The Man I Know (Reprise)                                 | Jeremy Jordan, Zachary James, Solea Pfeiffer und Ciara Renée                                                                 | In the Light: A Faustian Tale (Highlights from the World Premiere Studio Cast Recording) | 25. Juni 2021      | [ 17 ] [ 7 ] |
| Her Embrace                                              | Jeremy Jordan mit dem In The Light Ensemble                                                                                  | In the Light: A Faustian Tale (Highlights from the World Premiere Studio Cast Recording) | 25. Juni 2021      | [ 17 ] [ 7 ] |
| Grow For Me                                              | Jeremy Jordan, Alan Menken und Howard Ashman                                                                                 | Little Shop of Horrors                                                                   | 17. September 2021 | [ 18 ] [ 7 ] |
| We Belong                                                | Jeremy Jordan und Melissa Benoist                                                                                            | Supergirl: Season 6 (Original Television Soundtrack)                                     | 12. November 2021  | [ 7 ]        |
| My First Enemy                                           | Jeremy Jordan mit Age of Madness                                                                                             | –                                                                                        | 22. April 2022     | [ 19 ] [ 7 ] |
| Preaching to the Fire                                    | Jeremy Jordan mit Age of Madness                                                                                             | –                                                                                        | 22. April 2022     | [ 19 ] [ 7 ] |
| Sail On, Santa Maria!                                    | Jeremy Jordan und Santino Fontana                                                                                            | The Violet Hour                                                                          | 4. November 2022   | [ 20 ] [ 7 ] |
| A Machine, Pt. 1                                         | Jeremy Jordan, Brandon Uranowitz und Santino Fontana                                                                         | The Violet Hour                                                                          | 4. November 2022   | [ 20 ] [ 7 ] |
| Soar or Plummet                                          | Jeremy Jordan und Santino Fontana                                                                                            | The Violet Hour                                                                          | 4. November 2022   | [ 20 ] [ 7 ] |
| Rosamund                                                 | Jeremy Jordan und Santino Fontana                                                                                            | The Violet Hour                                                                          | 4. November 2022   | [ 20 ] [ 7 ] |
| The Violet Hour                                          | Jeremy Jordan | The Violet Hour                                                                          | 4. November 2022   | [ 20 ] [ 7 ] |
| Rosamund (Reprise)                                       | Jeremy Jordan, Erika Henningsen und Santino Fontana                                                                          | The Violet Hour                                                                          | 4. November 2022   | [ 20 ] [ 7 ] |
| Dear John                                                | Jeremy Jordan, Erika Henningsen und Santino Fontana                                                                          | The Violet Hour                                                                          | 4. November 2022   | [ 20 ] [ 7 ] |
| Soar or Plummet (Reprise)                                | Jeremy Jordan, Erika Henningsen und Santino Fontana                                                                          | The Violet Hour                                                                          | 4. November 2022   | [ 20 ] [ 7 ] |
| You In This Light                                        | Jeremy Jordan und Erika Henningsen                                                                                           | The Violet Hour                                                                          | 4. November 2022   | [ 20 ] [ 7 ] |
| The Violet Hour (Finale)                                 | Jeremy Jordan, Brandon Uranowitz, Erika Henningsen, Solea Pfeiffer und Santino Fontana                                       | The Violet Hour                                                                          | 4. November 2022   | [ 20 ] [ 7 ] |

## Auszeichnungen
| Preisverleihung | Kategorie                                                                           | Resultat  | Datum |
| --- | ----------------------------------------------------------------------------------- | --------- | ----- |
| Grammy für Newsies: Original Broadway Cast Recording zusammen mit Kara Lindsay, Frank Filipetti, Michael Kosarin, Alan Menken, Chris Montan | Best Musical Theater Album                                                          | Nominiert | 2013  |
| Annie Award für seine Rolle in Hazbin Hotel                                                                                                 | Outstanding Achievement for Voice Acting in an Animated Television/Media Production | Nominiert | 2025  |